# Catherine Johnson
Catherine Johnsonová (* 14. října 1957 Suffolk) je britská dramatička, scenáristka a spisovatelka. Nejvíce se proslavila svou knihou a scénářem k muzikálu Mamma Mia, který se stal nejúspěšnější filmem všech dob ve Spojeném království a nejprodávanějším britským DVD v roce 2009.
Vyrůstala ve Wickwaru poblíž Wotton-under-Edge. Školu absolvovala na Katharine Lady Berkeley ve Wottonu. V šestnácti letech byla vyloučena ze školy. V osmnácti letech se vdala a ve dvaceti čtyřech letech rozvedla. Po rozvodu byla nezaměstnaná a musela se starat o své dítě a tak se odstěhovala do Bristolu. Po příchodu do Bristolu si všimla oznámení v místních novinách, kde se psalo o soutěži dramaturgů v bristolském divadelní společnosti Old Vic/ITV Wales & West. Napsala tedy Rag Doll u něhož použila pseudonym Maxwell Smartová. Hra, která byla o incestu a zneužívání dětí, soutěž vyhrála a byla představena v Old Vicu. Další hry napsala pro Bushovo divadlo v Londýně a další divadla. Další práce následovala na televizních seriálech Casualty, Love Hurts a Byker Grove.
V současnosti žije v Bristolu a také vlastní dům na Pimlico v Londýně.
V roce 2007 zavedla cenu The Catherine Johnson Award for Best Play. Je patronem Wotton Electric Picture House v Wotton-under-Edge, Bristol's Myrtle Theatre Company a Arts and Community ve Thornbury.